# Les Triplettes de Belleville
Les Triplettes de Belleville, doblada como Bienvenidos a Belleville en España y Las trillizas de Belleville en Latinoamérica, es una película de animación de 2003, escrita y dirigida por Sylvain Chomet. Narra el secuestro de un ciclista, Champion, durante el Tour de Francia por parte de la Mafia francesa, y cómo su abuela y su perro Bruno emprenden su búsqueda, con la ayuda de tres viejas estrellas del music-hall conocidas como «las trillizas de Belleville». Michèle Caucheteux, Jean-Claude Donda, Michel Robin y Monica Viegas ponen las voces en la versión original, no obstante, en la película apenas hay diálogo ya que la mayor parte de la historia se cuenta a través de canciones y pantomimas.
Se estrenó, fuera de concurso, en el Festival de Cannes el 18 de mayo de 2003. Obtuvo dos nominaciones a los Premios Oscar: mejor largometraje de animación y mejor canción original.

## Curiosidades
Belleville es un municipio ubicado en el condado de Essex en Nueva Jersey, pero es una caricatura de varias ciudades, sobre todo, el Nueva York de los años 1920, en tiempos de la mafia.
En una escena se puede apreciar la «Estatua de La Libertad» (representada como la estatua una mujer obesa sosteniendo una hamburguesa). En varias escenas se explota el estereotipo del hombre americano obeso, flojo, mezquino, rodeado de apatía, lujos burgueses y comida chatarra. La crítica social se hace presente en varias ocasiones, incluyendo la representación de las distintas etapas de la vida adulta y de la vejez, el consumismo, lo que significa el empeño, la verdadera felicidad, la fama, la hipocresía de muchos que se inclinan ante el más influyente, la avaricia, la riqueza de pocos y la pobreza junto con los cambios sociales de todos, así como la miseria en que viven los mendigos, los desamparados e incluso las que fueron celebridades.
Cuando Madame Souza observa la foto del mecánico de la mafia francesa, éste se encuentra en Hollyfood (parodia de Hollywood), luego da la vuelta a otra foto en la que está en Disneyworld con las orejas de Mickey Mouse, siendo irónico por la forma de ratón con la que es caricaturizado. En otra escena, unos proyectiles explotan junto a los mafiosos que caen del puente, y por breves instantes se hace sarcástica referencia al logo de Disneyworld.
La película hace múltiples referencias al mundo del cine y de la música. En la primera parte, en blanco y negro, uno de los músicos es el famoso guitarrista belga de origen gitano Django Reinhardt, de quien se destacan sus dos únicos dedos hábiles de la mano izquierda. Aparece un cartel de Las vacaciones del Sr. Hulot, una película de Jacques Tati, y en un momento dado se hace una referencia a su película Playtime. En una escena, las trillizas  tienen en la mesa junto a un afiche de sus espectáculos y fotos, tres premios Óscar de forma obesa, así como también, en los cortes informativos, aparece el pianista Glenn Gould. Parte de la música incidental utiliza el inconfundible estilo de Astor Piazzolla.
| Año  | Premio                          | Categoría                                       | Receptor(es)                                   | Resultado |
| ---- | ------------------------------- | ----------------------------------------------- | ---------------------------------------------- | --------- |
| 2003 | Boston Society of Film Critics  | Mejor película de habla no inglesa              |                                                | Ganadora  |
| 2003 | British Independent Film Awards | Mejor película extranjera                       |                                                | Nominada  |
| 2004 | Premios Óscar                   | Mejor película de animación                     |                                                | Nominada  |
| 2004 | Premios Óscar                   | Mejor canción original (Belleville Rendez-Vous) | Benoît Charest (música) Sylvain Chomet (letra) | Nominados |
| 2004 | Premios Annie                   | Mejor película animada                          |                                                | Nominada  |
| 2004 | Premios Annie                   | Mejor dirección en una producción animada       | Sylvain Chomet                                 | Nominado  |
| 2004 | Premios Annie                   | Mejor guion en una producción animada           | Sylvain Chomet                                 | Nominado  |
| 2004 | Premios BAFTA                   | Mejor película de habla no inglesa              |                                                | Nominada  |
| 2004 | Chlotrudis                      | Mejor película                                  |                                                | Nominada  |
| 2004 | Premios César                   | Mejor película                                  |                                                | Nominada  |
| 2004 | Premios César                   | Mejor opera prima                               |                                                | Nominada  |
| 2004 | Premios César                   | Mejor música                                    | Benoît Charest                                 | Ganadora  |
| 2004 | Independent Spirit              | Mejor película extranjera                       |                                                | Nominada  |
| 2004 | Premios Lumières                | Mejor película                                  | Sylvain Chomet                                 | Ganadora  |
| 2005 | Premios Genie                   | Mejor película                                  |                                                | Ganadora  |
| 2005 | Premios Genie                   | Mejor banda sonora original                     | Benoît Charest                                 | Nominada  |